# Oberonia fornicata
Oberonia fornicata är en orkidéart som beskrevs av Jayaw. Oberonia fornicata ingår i släktet Oberonia och familjen orkidéer. Inga underarter finns listade i Catalogue of Life.